# البرازيل في الألعاب الأولمبية الصيفية 2016
تشارك البرازيل في الألعاب الأولمبية الصيفية 2016 التي ستقام في ريو دي جانيرو في البرازيل وذلك بين 5 و21 أغسطس 2016. و هي المشاركة 21 للبرازيل في تاريخ الأولمبياد، كما أنها أول دولة من أمريكا الجنوبية التي تستضيف الأولمبياد، والثانية بالنسبة للأمريكيتين بعد المكسيك في أولمبياد 1968.